# Teatro San Martín de Caracas
El Teatro San Martín de Caracas es una instalación teatral localizada en el oeste de la ciudad de Caracas, en la Avenida San Martín y en el urbanización del mismo nombre de la parroquia San Juan del Municipio Libertador en el Distrito Metropolitano de Caracas y al norte del país sudamericano de Venezuela.
Su sala principal tiene capacidad para recibir a 400 personas, su agrupación teatral residente tiene el mismo nombre del Teatro. Fue inaugurado en 1993 en los terrenos donde antes se localizó la Lotería de Caracas. La estación de metro Artigas (Línea 2) se encuentra muy cerca por lo que es fácil acceder al lugar utilizando el Metro de Caracas.